# Ingleside on the Bay
Ingleside on the Bay es una ciudad ubicada en el condado de San Patricio en el estado estadounidense de Texas. En el Censo de 2010 tenía una población de 615 habitantes y una densidad poblacional de 775,99 personas por km².

## Geografía
Ingleside on the Bay se encuentra ubicada en las coordenadas 27°49′47″N 97°13′17″O / 27.82972, -97.22139. Según la Oficina del Censo de los Estados Unidos, Ingleside on the Bay tiene una superficie total de 0.79 km², de la cual 0.76 km² corresponden a tierra firme y (4.58%) 0.04 km² es agua.

## Demografía
Según el censo de 2010, había 615 personas residiendo en Ingleside on the Bay. La densidad de población era de 775,99 hab./km². De los 615 habitantes, Ingleside on the Bay estaba compuesto por el 91.87% blancos, el 1.63% eran afroamericanos, el 0.81% eran amerindios, el 0.33% eran asiáticos, el 0% eran isleños del Pacífico, el 3.58% eran de otras razas y el 1.79% pertenecían a dos o más razas. Del total de la población el 17.24% eran hispanos o latinos de cualquier raza.